# 3632 Ґрачевка
3632 Ґрачевка (3632 Grachevka) — астероїд головного поясу, відкритий 24 вересня 1976 року.
Тіссеранів параметр щодо Юпітера — 3,258.